# Műveleti jel
A műveleti jelek (idegen szóval: operátorok) a matematikai műveletek jelölésére használt szimbólumok.

## Történelem
A matematikában a számokat már a kora ókorban jelekkel jelölték, a matematikai műveletekre azonban nem alkottak külön jeleket (retorikus algebra). Ezek Diophantosz görög és más arab szerzők által alkalmazott rövidítésekből keletkeztek (szinkopált algebra). A mai műveleti jelek és operátorok a középkorban és újkorban alakultak ki. A kijelentés- és osztálylogikai viszonyokra csak a tizenkilencedik században alkalmaztak rendszeres jeleket (bár ennek ötlete már korábban is felmerült – Descartes, Leibniz), ekkortól beszélhetünk valódi értelemben vett szimbolikus logikáról.

## Műveleti írásmódok
Az áttekinthetőség kedvéért jelöljük valamely matematikai művelet jelét latin nagybetűvel, legyen hát M: An→A egy n-változós belső művelet, és legyen a1, a2, …, an∈A. Többféle megállapodás, különféle mértékben elterjedtté és hagyományossá váló (vagy nem váló) módszer alakult ki a matematikában az idők során az n-változós belső műveletek jelölésére, ezek:

### A prefix írásmód
Ez elég elterjedt, a műveletet úgy írjuk, mint általában a függvényeket, zárójelbe téve az argumentumokat avagy operandusokat (vagyis azokat a mennyiségeket, melyeken a művelet kifejti hatását) és a zárójel előtt írva a műveleti jelet:
M(a1, a2, …, an)

### Az infix írásmód
Ez igen elterjedt a számtani alapműveletek (mint az összeadás, kivonás, szorzás, osztás) jelölésére. Argumentumhatároló zárójel nincs (noha kifejezéshatároló zárójelek persze megengedettek), a műveleti jelet az argumentumok közé írjuk.
a1Ma2M…Man
Ez a kétváltozós algebrai műveletek egyik legelterjedtebb írásmódja.

### A posztfix írásmód
Meglehetősen ritka. Zárójelbe tesszük az argumentumokat, mint a prefix írásmódnál, de attól eltérően a zárójel után írjuk a műveleti jelet:
(a1, a2, …, an)M

### Az operátor-írásmód
A műveleti jelet nem tüntetjük fel, az argumentumokat simán egymás mellé írjuk:
a1a2…an
Szokás például a szorzások rövidítésére használni. Több művelet esetén természetesen ez a módszer egyszerre mindegyik műveletre alkalmazva használhatatlan, mivel nem jelöli az egyes műveletek közti különbséget (ennek ellenére előfordulhat, például az elemi matematikai tankönyvekben az algebrai szorzás és a vegyes törtekben az egészrész és a törtrész összeadása is operátor-írásmóddal, azaz puszta egymás után írással van jelölve).

### Az index írásmód
Az indexes írásmód során az egyik operandus jele normál betűméretű és stílusú, a másik operandust pedig (általában kisebb) méretben az előző valamelyik sarkába, szinte kivétel nélkül a jobb alsó vagy felső sarkába írjuk:
- AB (felső index)
- AB (alsó index)

### A lengyel írásmód
Ezt az írásmódot Lukasievitz lengyel matematikus dolgozta ki az ötvenes években a hagyományos infix jelölésmód problémáinak kiküszöbölésére. Használhatósága ellenére egyelőre nem terjedt el. Lényege, hogy a műveleti jelet legelőre vagy leghátulra írjuk, utána pedig az argumentumokat, zárójelek nélkül.
- lengyel prefix írásmód: Ma1a2…an
- lengyel posztfix írásmód: a1a2…anM

## A műveletek sorrendje
| 1. ()  | zárójelek          |
| 2. xy  | hatványozás        |
| 3. *,/ | szorzás, osztás    |
| 4. +,- | összeadás, kivonás |

Az egyenrangú műveletek tetszőleges sorrendben végezhetők el, de a konvenció szerint balról jobbra értékeljük ki, kivéve a hatványozás esetében, amit konvenció szerint jobbról balra értékelünk ki.

### Lásd még
- operátor (matematika)